# Spokane Valley
Spokane Valley è una città degli Stati Uniti d'America, nella Contea di Spokane, nello Stato di Washington. La città si è costituita come tale solo il 1º marzo del 2003, riunendo diversi centri contigui dell'area metropolitana orientale di Spokane. I centri minori che hanno contribuito alla formazione della nuova città sono: Dishman, Greenacres, Opportunity, Trentwood, Veradale, Yardley. A questi si sono aggiunti anche parti dei CDP di Chester ed Otis Orchards.